# Villa Pompeiana
Villa Pompeiana is een plaats (frazione) in de Italiaanse gemeente Zelo Buon Persico.